# بلیم!
بلیم! (به ژاپنی: ブラム!, Buramu!) یک مجموعه مانگا ژاپنی به سبک علمی–تخیلی است که توسط تسوتومو نیهه‌ای نوشته و ترسیم شده‌است. این مجموعه به تعداد ۱۰ جلد توسط انتشارات کودانشا بین سال‌های ۱۹۹۸ تا ۲۰۰۳، و در مجله افترنون به چاپ می‌رسید. یک مجموعه اواِن‌اِی ۶ قسمتی نیز توسط استودیوی گروپ تاک و به کارگردانی شینتارو اینوکاوا در سال ۲۰۰۳ تولید شد، با قسمت هفتم که در نسخهٔ منتشر شده دی‌وی‌دی گنجانده شد. یک فیلم سینمایی پویانمایی رایانه‌ای نیز به همین نام، در ۲۰ مه ۲۰۱۷، توسط پولیگون پیکچرز از طریق نتفلیکس در دسترس قرار گرفت.